# Laphria astur
Laphria astur är en tvåvingeart som beskrevs av Osten Sacken 1877. Laphria astur ingår i släktet Laphria och familjen rovflugor. Inga underarter finns listade i Catalogue of Life.